# Trichestra viridipicta
Trichestra viridipicta là một loài bướm đêm trong họ Noctuidae.